# Ноэль-Ноэль
Ноэль-Ноэль (фр. Noël-Noël, настоящее имя Люсьен Эдуар Ноэль фр. Lucien Édouard Noël; 9 августа 1897, Париж, Франция — 5 октября 1989, Ницца, Франция) — французский актёр и сценарист.

## Биография
Люсьен Эдуар Ноэль был пятым, самым младшим, ребёнком в семье Шарля Селестена Ноэля (1857—1934), виноторговца, что позже работал в Банке Франции, и Мари Эжени Матье (1860-?). Учился в парижском лицее Тюрго (фр.), осваивал игру на фортепиано. С 23 ноября 1914-го по 27 августа 1917 года, Ноэль работал стажером в Банке Франции, после чего был мобилизован в армию. После возвращения к гражданской жизни работал дизайнером в сатирической газете «Canard enchaîné» и пробовал себя в начале 1920-х годов в качестве шансонье.
В начале 1930-х годов Ноэль-Ноэль дебютировал как киноактёр, снявшись за время своей карьеры в 45 фильмах. Также он является автором ряда киносценариев и диалогов к фильмам, поставленными режиссёрами Морисом Каммажем, Жаном Древилем, Пьер-Жаном Дюси, Кристианом Стенгелем и другими. В 1935 году приобрёл замок Прено в городке Амбернак (департамент Шаранта), откуда была родом его жена.
В 1945 году Ноэль-Ноэль сыграл роль Клемана Матье в фильме «Клетка для соловья», в котором также выступил в качестве сценариста и автора диалогов. На некоторое время благодаря этой драматической работе актёру удалось избавиться от комических ролей, благодаря которым он получил известность, но ненадолго. В 2004 году режиссёр Кристоф Барратье, вдохновлённый этим фильмом, снял ремейк под названием «Хористы».
В 1946 году Ноэль-Ноэль дебютировал как режиссёр, поставив по собственному сценарию совместно с Рене Клеманом ленту «Благонадёжный папаша», в которой также сыграл главную роль. Второй его режиссёрской работой, также по собственному сценарию, стал фильм «Поющая жизнь» (1951), где он исполнил наиболее известные свои песни. Со второй половины 1960-х годов отошёл от работы в кино. Поселился в Ницце, где умер 4 октября 1989 года. Похоронен в городе Амбернак в департаменте Шаранта.

## Память
Принимал участие в создании фестиваля в Конфоленсе (Шаранта), посвящённого мировому народному творчеству. В знак признания  заслуг Ноэля-Ноэля власти города ещё при жизни назвали его именем городской коллеж.

## Фильмография
Актёр
- 1931 : Когда вас убить? / Quand te tues-tu?
- 1931 : Октав (к/м) / Octave
- 1932 : Неожиданное знакомство / Papa sans le savoir — Леон Жаке
- 1932 : Месье Альбер / Monsieur Albert — месье Альбер
- 1932 : Моё сердце балансирует / Mon coeur balance — граф Ноель
- 1932 : Чтобы жить счастливо / Pour vivre heureux — Жан Моклер
- 1932 : Колкая брюнетка (к/м) / Une brune piquante
- 1933 : Манекены / Mannequins — Альфред
- 1933 : Один раз в жизни / Une fois dans la vie — Леон Саваль
- 1934 : Лётчик Адемай / Adémaï aviateur — Адемай
- 1934 : Мамзель Спаги/ Mam'zelle Spahi — Брешу, ординарец полковника
- 1935 : Адемай в Средневековье / Adémaï au moyen âge — Адемай
- 1936 : Мутоне / Moutonnet — Мутоне и Мерак
- 1936 : Всё хорошо, прекрасная маркиза / Tout va très bien madame la marquise — Йонник Ле Плуманак
- 1937 : Невиновный / L'innocent — Николя
- 1939 : Семейство Дюратон / La famille Duraton — Адринн Мартен
- 1940 : На суше / Sur le plancher des vaches — Жан Дюран
- 1942 : Женщина, которую я любил больше всех / La femme que j'ai le plus aimée — медик
- 1943 : ААдемай — бандит чести / Adémaï bandit d'honneur — Адемай
- 1945 : Клетка для соловья / La cage aux rossignols — Матье Клеман
- 1946 : Благонадёжный папаша / Le père tranquille — Эдуар Мартен
- 1948 : Вредители / Les casse-pieds — лектор
- 1949 : Возвращение к жизни / Retour à la vie — Рене (новела IV: «Возвращение Рене»)
- 1951 : Поющая жизнь / La vie chantée — автор
- 1952 : Семь смертных грехов / Les sept péchés capitaux — директор (новела «Лень»)
- 1952 : Побег месье Перля / La fugue de Monsieur Perle — Бернар Перль
- 1955 : Записки майора Томпсона / Les carnets du Major Thompson — месье Таупин
- 1956 : Кошмар для дам / La terreur des dames — Айм Морен
- 1957 : Бандиты / Les truands — Каюзак
- 1957 : Здравствуй, доктор / Bonjour Toubib — доктор Форже
- 1957 : Пешком, верхом и на машине / À pied, à cheval et en voiture — Леон Мартен
- 1958 : Седьмое небо / Le septième ciel — Гийом Лестранж
- 1958 : Пешком, верхом и на спутнике / À pied, à cheval et en spoutnik! — Леон Мартен
- 1959 : Канцелярские крысы / Messieurs les ronds de cuir — месье Де ла Юрмери
- 1960 : Старая гвардия / Les vieux de la vieille — Блез Пулосье
- 1962 : Джессика / Jessica — старик Груп
- 1962 : Рано утром / Les petits matins — барон
- 1966 : Спящий часовой / La sentinelle endormie — доктор Матье

Сценарист, режиссёр
| Год  | Название на русском          | Оригинальное название            | Сценарист | Режиссёр | Примечания                 |
| ---- | ---------------------------- | -------------------------------- | --------- | -------- | -------------------------- |
| 1934 | Лётчик Адемай                | Adémaï aviateur                  | Yes       |          |                            |
| 1936 | Мутоне                       | Moutonnet                        | Yes       |          |                            |
| 1937 | Невиновный                   | L'innocent                       | Yes       |          |                            |
| 1939 | Семейство Дюратон            | La famille Duraton               | Yes       |          |                            |
| 1940 | На суше                      | Sur le plancher des vaches       | Yes       |          |                            |
| 1945 | Клетка для соловья           | La cage aux rossignols           | Yes       |          |                            |
| 1946 | Благонадёжный папаша         | Le père tranquille               | Yes       | Yes      | сорежиссёр с Рене Клеманом |
| 1948 | Вредители                    | Les casse-pieds                  | Yes       |          |                            |
| 1951 | Поющая жизнь                 | La vie chantée                   | Yes       | Yes      |                            |
| 1954 | Нитка в лапе                 | Le fil à la patte                | Yes       |          |                            |
| 1957 | Здравствуйте, доктор!        | Bonjour Toubib                   | Yes       |          |                            |
| 1958 | Пешком, верхом и на спутнике | À pied, à cheval et en spoutnik! | Yes       |          |                            |
| 1966 | Спящий часовой               | La sentinelle endormie           | Yes       |          |                            |